# 8010 Böhnhardt
8010 Böhnhardt là một tiểu hành tinh vành đai chính với chu kỳ quỹ đạo là 2056.1413401 ngày (5.63 năm).
Nó được phát hiện ngày 3 tháng 4 năm 1989.